# كأس الذهب الخالص
كأس الذهب الخالص (الصينية المبسطة 巩金瓯؛  الصينية التقليدية 鞏金甌؛) هو أول نشيد وطني للصين، أقرته سلالة تشينغ في 4 أكتوبر عام 1911. ويتمنى هذا العنوان استقرار «الكأس الذهبية»، وهي أداة شعائرية ترمز إلى الإمبراطورية. ولكن بعد مرور ستة أيام على تبني النشيد الوطني  حدثت انتفاضة ووهان والتي أدت إلى سقوط السلالة. لم يتم أداء «كأس الذهب الخالص» علنًا على الإطلاق.

## الخلفية
استخدمت الأسر الإمبراطورية الصينية الحاكمة الموسيقى في العديد من الاحتفالات، ولكنها لم تشهد قط أناشداً رسمية تمثل البلاد. ولكن بحلول نهاية القرن التاسع عشر، كانت الصين في اتصال مستمر مع الدول الأجنبية وبدأت في المطالبة بالنشيد الوطني "من أجل الراحة الدبلوماسية.
كان دبلوماسيون أسرة تشينغ أول من اقترح تبني نشيد رسمي. حيث قام تسنغ جيزي مبعوث أسرة تشينغ لدى فرنسا وبريطانيا وروسيا في عام 1880، بتأليف أغنية تسمى بو تيان يو ليتم عزفها كنشيد صيني في مختلف احتفالات الدولة واقترحوا أن يتبناها تشينغ كنشيدها الرسمي، لكن المحكمة لم توافق. فقدت كلمات تلك الأغنية ولحنها.
وعندما زار لي هونغ تشانج أوروبا الغربية وروسيا في عام 1896 كمبعوث خاص مكلف بمعرفة المؤسسات الأجنبية بعد النهاية المأساوية للحرب الصينية اليابانية. طلب منه تأليف نشيد وطني للصين لأدائه في حفلات الاستقبال الرسمية. فقام على عجل بتكييف بعض موسيقى البلاط مع قصيدة جويجو وقدم تلك الأغنية على أنها نشيد تشينغ وأصبحت تلك الأغنية معروفة فيما بعد باسم توليف لي زونغ تانغ، ولكن لم يتم الاعتراف بها رسميا أبدا كنشيد وطني.
كما كتب نشيد غير رسمي آخر لقوات تشينغ البرية الجديدة التي تأسست في عام 1906. تحت عنوان «رفع علم التنين»، تم عزفه في المناسبات الاحتفالية، ولكن مثل الأغاني التي روجها زينغ جيزي ولي هونغ تشانج، لم يتم تبَنَّيهما رسمياً قط كنشيد تشينغ الوطني.
وقد تم عزف النسخة الصينية من النشيد الوطني الياباني في المدارس ذات الطراز الجديد التي تدرس موضوعات حديثة مثل العلوم والهندسة. وأكد النشيد على موضوعات الداروينية الاجتماعية الخاصة بالأزمة العرقية وفقدان الأراضي الوطنية، ولكن العديد منهم اعتبروا هذه الموضوعات بعيدة عن المواضيع المعتادة للموسيقى الاحتفالية المقبولة.

## كأس الذهب الخالص
وفي 25 يناير 1911 قدم مسؤول من وزارة الطقوس يدعى تساو غوانغكان التماس إلى محكمة  تشينغ لتبني «الموسيقى الوطنية»(guoyue 國樂／国乐) التي يمكن أن تقام في احتفالات المحكمة. واقترح أن يجمع المسؤولون الموسيقى القديمة وأمثلة الموسيقى الرسمية من الخارج، وعلى هذا الأساس، تصميم نشيد لتشينغ. ثم جاء مجلس الاحتفالية، الذي حل لتوه محل وزارة الطقوس، ليرد في الخامس عشر من يوليو من ذلك العام. فوضع بوتونج كمسؤول عن كتابة اللحن، في حين اتهم يان فو، بكتابة كلمات الأغنية.  وأجرى قو كنجسين، الذي عمل لدى وزارة الطقوس، بإجراء بعض التعديلات الطفيفة في النهاية.
واعتمدت حكومة تشينغ غونغ جينو كنشيد وطني لها في 4 أكتوبر 1911.  وصدر المرسوم الذي يعلن النشيد الوطني الجديد، وأحياناً ما تنشر موسيقى النشيد وكلمات الأغاني، في الصحف، وأصدرت المحكمة تعليمات للبحرية والجيش بالتمرّن على الأغنية، كما تم نقله إلى سفراء الصين في جميع أنحاء العالم. ولكن انتفاضة ووشانج حدثت في العاشر من أكتوبر (بعد ستة أيام من صدور النشيد الوطني) أدت إلى سقوط الأسرة الحاكمة.حيث أعلن تأسيس جمهورية الصين في الأول من يناير1912، ثم تنازل آخر إمبراطور من سلالة تشينغ رسمياً عن العرش بعد أكثر من شهر بقليل. ولم يتم أداء غونغ جينو على الملأ ابداً.

## العنوان

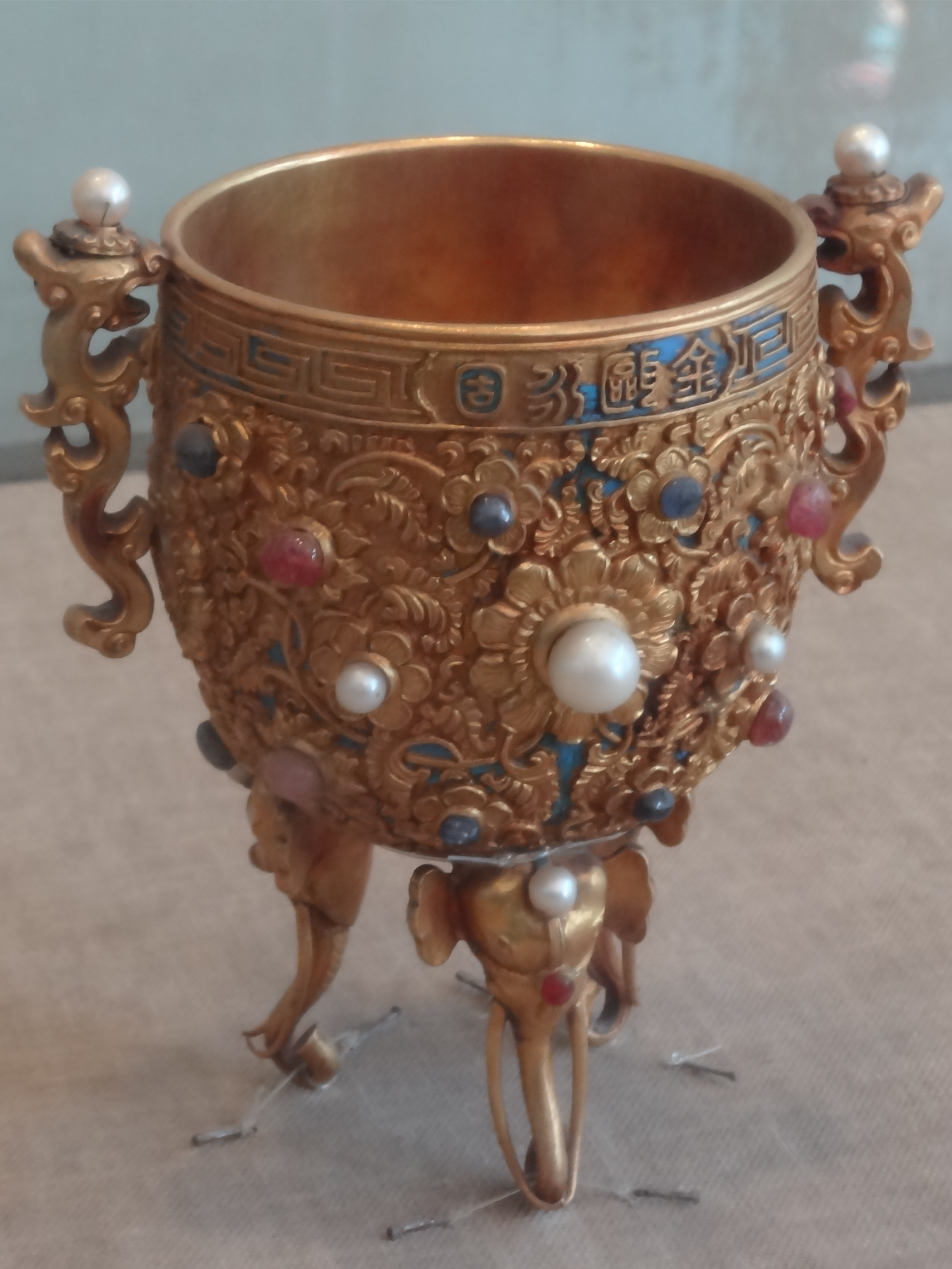
كأس الذهب الخالص الابدي محفوظ في متحف القصر

تشير جينو (Jin'ou (金甌／金瓯 أو اناء النبيذ الذهبي، رمز إلى  «بلد غير قابل للتدمير».  استخدم الاناء من قبل سلالة تشينغ لأغراض الطقوس الدينية. وقد رصع الاناء باللؤلؤ والأحجار الكريمة، ويترجم العنوان «كأس الذهب الخالص»(Jin'ou Yonggu Bei 金甌永固杯). لأن gong 鞏 عنت «للتوحيد» أو«للتقوية» فقد يُترجم العنوان بأكمله على أنه «تعزيز قبضتنا على الكأس الذهبية.»
وقد قام يان فو، الذي كتب كلمات الأغاني، بتلميع عنوان النشيد والسطر الأول منه على أنهما «يكون الكأس الذهبي ثابتًا ومستقرًا» (مما يعني الإمبراطور).

## الموسيقى

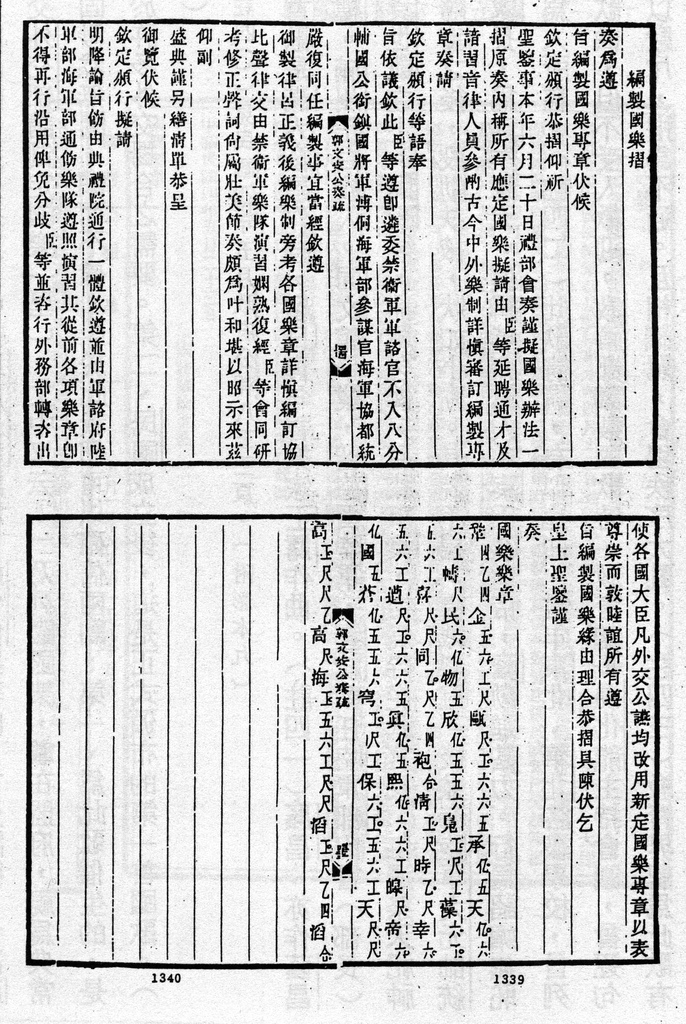
مستندات حكومية بتنسيق رموز جونغش - Gongche

وضع بوتونغ، وهو قريب إمبراطوري كان على دراية بمسرح وأوبرا بكين، مسؤلاً اسمياُ.  وبمساعد الحرس الإمبراطوري، قام بتأليف الموسيقى على أساس النماذج الموجودة في تكملة ترياتيس على خطوط الأنابيب.

## الكلمات
| الصينية التقليدية                                                                         | الصينية المبسطة                                                                   | العربية |
| ----------------------------------------------------------------------------------------- | --------------------------------------------------------------------------------- | --- |
| 鞏金甌， 承天幬， 民物欣鳧藻， 喜同袍。 清時幸遭, 真熙皞， 帝國蒼穹保。 天高高， 海滔滔。 | 巩金瓯، 承天帱، 民物欣凫藻، 喜同袍. 清时幸遭, 真熙皞، 帝国苍穹保. 天高高، 海滔滔. | كوب من الذهب الخالص، تحت رعاية السماء كل الحضارة لن تكون غافلا متحــــدة في السعادة والمرح. طالما كان حكم كينغ، إن إمبراطوريتنا مزينة بالضوء، وحدودنا واسعة ومصانة. تمدد السماء بشكل غير محدود، فالبحر يرقد بالاضطرابات |

وردا على طلب أرسله جورج إرنست موريسون، كتب يان فو في 16 مارس 1912 إلى وزير الخارجية البريطاني إدوارد غراي لشرح نشيد تشينغ، وأنهى رسالته بترجمة تقريبية لكلمات الأغنية.
 ثابت ومستقرًا هو «الكأس الذهبي» (الذي يعني الإمبراطورية) التي قبتها القبة السماوية الجوفاء. في ذلك، يزدهر الرجال والأشياء بسعادة. يسعدنا نحن الذين نعيش في زمن النقاء.عسى السماء  تحمينا وتأميننا من الأعداء وتساعدنا في الوصول إلى العصر الذهبي الحقيقي! أوه! السماء الزرقاء عالية بلا حدود والبحار تتدفق  إلى الأبد.
الحرف قينغ (qīng (清 الذي  قدمه يان كـ «نقاء» كان أيضًا اسمًا لسلالة تشينغ.